# Agostinho Porto
Agostinho Porto é um bairro de São João de Meriti, município da Baixada Fluminense, no Grande Rio, Estado do Rio de Janeiro. Localiza-se na Região Oeste da cidade.

## História
Faz limites com os bairros de Vila Rosali, Coelho da Rocha, Vila Tiradentes e Éden. Possui uma estação ferroviária da Supervia, pertencente ao ramal de Belford Roxo.
Este bairro calmo presta uma homenagem a um médico da localidade; antes, era conhecido como "Coqueiros", por ter sido um sítio com abundância dessas palmeiras.
Os moradores de Agostinho Porto contam com um serviço de transporte metropolitano razoável, que liga o bairro a muitas outras localidades da Baixada, além de vários bairros da capital.
A Igreja Nossa Senhora das Graças é o ponto principal e mais conhecido do bairro, e está situada ao lado da Praça Castelo Branco, próxima ao km 170 da Rodovia Presidente Dutra. Esta igreja possui salões de festa e casa paroquial. Suas características arquitetônicas são do tipo clássico italiano seiscentista, no qual foi inspirada, e possui um forte sentido de verticalidade. Suas janelas são arcadas com vitrais coloridos.
Esta igreja foi construída pelo monsenhor José Boggiane e membros benfeitores da comunidade. Sua inauguração ocorreu no dia 17 de novembro de 1949, e foi feita pelo próprio religioso.